# Drawsko (jezero)
Drawsko je jezero, které se nachází v Drawském pojezeří v drawském okrese Západopomořanského vojvodství v Polsku. Rozloha jezera je 1956 ha. Délka jezera je 11 km a šířka 7 km. Maximální hloubka je 79,7 m, což ho řadí na druhé místo v Polsku po jezeře Hańcza. Vzniklo v místě, kde se křižuje několik ledovcových sníženin.

## Ostrovy
Na jezeře se nachází 14 ostrovů, z nichž největší je Bielawa.

## Vlastnosti vody
Voda v jezeře má smaragdový odstín barvy.

## Vodní režim
Přes jezero protéká řeka Drawa.

## Osídlení
Na jeho břehu leží město Czaplinek a vesnice Uraz a Stare Drawsko.